# Électroaimant de Bitter

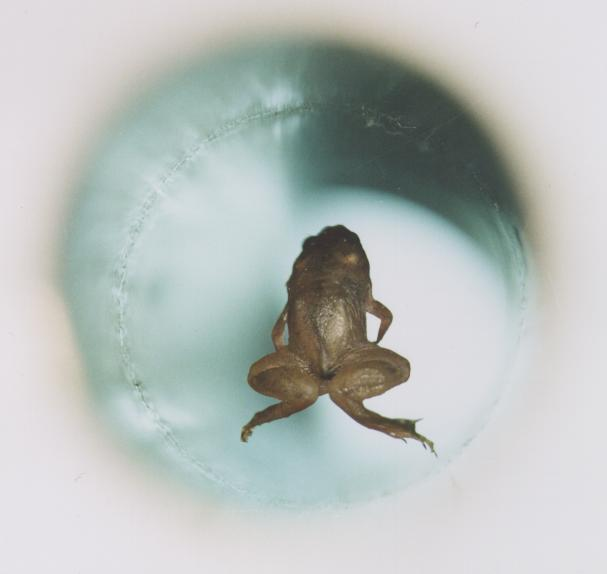
Grenouille en lévitation dans un électroaimant de Bitter. Vidéo

Un électroaimant de Bitter aussi appelé solénoïde de Bitter ou bobine de Bitter est un type d'électroaimant bâti d'une succession de plaques circulaires de métal organisées en couches hélicoïdales récursives, à la place du traditionnel enroulement en spires de fil conducteur. Cette configuration particulière a été conçue en 1933 par le physicien américain Francis Bitter (en).
Les électroaimants de Bitter sont utilisés pour produire des champs magnétiques extrêmement forts (jusqu'à 60 teslas en 2006). Les plaques empilées possèdent une grande résistance mécanique, afin de pouvoir résister à la pression exercée dans le métal par les puissantes forces de Lorentz qui le parcourent, ces dernières augmentant comme le carré du champ magnétique. De plus, une multitude de trous circulaires est ménagée à travers les plateaux, où circule de l'eau qui refroidit l'ensemble du système, car le chauffage résistif par effet Joule croît également comme le carré du champ magnétique.
Malgré les inconvénients du fort chauffage résistif, les électroaimants de Bitter sont utilisés dans les domaines réclamant de très puissants champs magnétiques, car les électroaimants supraconducteurs classiques ont une résistance mécanique très faible et ne peuvent opérer au-delà d'une certaine intensité (densité de courant critique), seuil auquel le matériau cesse d'être supraconducteur, bien que de nouveaux matériaux repoussent cette limite qui est d'ailleurs théoriquement plus élevée.